# Climat de la Haute-Savoie
Le climat de la Haute-Savoie est subcontinental et, pour l'essentiel du département, montagnard froid et neigeux en hiver, doux et orageux en été. Les intersaisons (avril et octobre) sont en moyenne plus sèches, mais la pluviométrie est globalement l'une des plus élevées de France.
Les perturbations d'origine océanique, après leur traversée de la vallée du Rhône, se réactivent au contact des reliefs alpins. La pluviométrie, de 100 à 150 cm/an dans le bassin d'Annecy, culmine à 150 / 200 cm sur les massifs occidentaux (Aravis-Faucigny-Chablais) qui protègent quelque peu le massif du Mont-Blanc (126 cm/an à Chamonix-Mont-Blanc). Les hautes altitudes de ce dernier entraînent un microclimat glaciaire tout le long de la frontière avec l'Italie.
Les importants dénivelés et les effets de versant donnent des températures très variées, qui ont pour point commun des amplitudes thermiques marquées (continentalité). Les rives du lac Léman sont cependant plus tempérées. À Annecy, on relève des moyennes de + 1 °C en janvier à + 20 °C en juillet. Cette chaleur estivale permet localement la présence de vignes.
L'enneigement, grâce au bon niveau pluviométrique et aux basses températures hivernales, est en moyenne et à une même altitude donnée, le meilleur de France (avec le Jura). En plein hiver, on trouve généralement la neige à partir de 500 à 1 000 m. Vers 2 000 m, elle persiste d'octobre-novembre à avril-mai. Au-dessus de 2 500 à 3 000 m se forment des glaciers.

## Climat à Annecy
Le climat est de type continental montagnard, caractérisé par une humidité marquée. Les hivers sont froids et neigeux et la saison estivale douce avec parfois des épisodes orageux. Les intersaisons (avril et octobre) sont aussi en moyenne relativement humides. Ces caractéristiques se trouvent sous l'influence des massifs environnants (Semnoz, Mont Veyrier, Bauges et Bornes), mais sont aussi quelque peu atténuées par la présence du lac. La station de référence de Météo France, pour la ville d'Annecy, se situe à 458 mètres d'altitude sur la commune déléguée de Meythet. Sa ville voisine, Chambéry est dans la même situation climatique.
| Annecy - Meythet - Période moyenne 1981-2010 sauf insolation 1961-1990 |       |       |       |       |       |      |       |       |       |       |       |       |          |
| Mois                                                                   | J     | F     | M     | A     | M     | Jn   | Jt    | A     | S     | O     | N     | D     | Année    |
| Températures maximales (en °C)                                         | 5,4   | 7,6   | 12,0  | 15,6  | 20,5  | 24,0 | 26,1  | 25,7  | 20,7  | 16,0  | 9,5   | 5,6   | 15,9 °C  |
| Températures minimales (en °C)                                         | -1,6  | -1,0  | 1,6   | 4,7   | 9,5   | 12,5 | 14,3  | 14,1  | 10,4  | 7,2   | 2,3   | -0,7  | 6,2 °C   |
| Précipitations (hauteur moyenne en mm)                                 | 91,2  | 82,2  | 94,6  | 102,8 | 105,1 | 90,0 | 100,8 | 114,8 | 123,3 | 118,0 | 116,8 | 109,9 | 1 253 mm |
| Nombre de jours avec précipitations (> 1 mm)                           | 11,1  | 9,4   | 10,2  | 10,3  | 11,6  | 9,1  | 9,6   | 10,2  | 9,1   | 11,4  | 11,7  | 10,9  | 125 jrs  |
| Nombre d'heures d'ensoleillement                                       | 93    | 117   | 172   | 196   | 224   | 262  | 277   | 242   | 192   | 138   | 83    | 70    | 2 046 h  |
| Records mensuels de température depuis 1970                            |       |       |       |       |       |      |       |       |       |       |       |       |          |
| Températures maximales records (en °C)                                 | 16,4  | 19,8  | 23,5  | 27,7  | 32,6  | 35,1 | 38    | 38,5  | 30,7  | 26,5  | 22,1  | 19,9  |          |
| Années des températures maximales                                      | 2003  | 2020  | 1972  | 2018  | 2009  | 2019 | 2019  | 2003  | 2018  | 1977  | 2015  | 2000  |          |
| Températures minimales records (en °C)                                 | -23,0 | -15,5 | -15,0 | -6,0  | -2,0  | 1,0  | 3,0   | 1,5   | -2,5  | -5,0  | -11,5 | -16,0 |          |
| Années des températures minimales                                      | 1971  | 1978  | 1971  | 1975  | 1979  | 1975 | 1977  | 1978  | 1972  | 1973  | 1973  | 1973  |          |
| Source : Météo France                                                  |       |       |       |       |       |      |       |       |       |       |       |       |          |

## Climat à Bonneville
Le climat y est de type montagnard en raison de la présence du Massif alpin.
| Ville             | Ensoleillement | Pluie     | Neige   | Orage   | Brouillard |
| ----------------- | -------------- | --------- | ------- | ------- | ---------- |
| Paris             | 1 797 h/an     | 642 mm/an | 15 j/an | 19 j/an | 13 j/an    |
| Nice              | 2 694 h/an     | 767 mm/an | 1 j/an  | 31 j/an | 1 j/an     |
| Strasbourg        | 1 637 h/an     | 610 mm/an | 30 j/an | 29 j/an | 65 j/an    |
| Bonneville        | … h/an         | … mm/an   | … j/an  | … j/an  | … j/an     |
| Moyenne nationale | 1 973 h/an     | 770 mm/an | 14 j/an | 22 j/an | 40 j/an    |

Voici un aperçu dans le tableau ci-dessous pour l'année 2012 :
| Mois                                   | J | F | M | A  | M  | J  | J  | A  | S  | O  | N | D | Année |
| -------------------------------------- | - | - | - | -- | -- | -- | -- | -- | -- | -- | - | - | ----- |
| Températures (sous abri, normales) °C  | 2 | 4 | 8 | 13 | 17 | 20 | 22 | 21 | 18 | 14 | 9 | 3 | 12.5  |
| Précipitations (hauteur moyenne en mm) | … | … | … | …  | …  | …  | …  | …  | …  | …  | … | … | …     |
| Source : Météo France et Météociel     |   |   |   |    |    |    |    |    |    |    |   |   |       |

## Climat à Saint-Julien-en-Genevois
La commune de Saint-Julien-en-Genevois dispose d'une station climatique située à une altitude de 460 mètres. Celle-ci collecte des informations sur une superficie d’environ 1 500 hectares. Le climat y est de type montagnard en raison de la présence du massif alpin.
| Paris                 | 1 797 h/an | 642 mm/an | 15 j/an  | 19 j/an  | 13 j/an  |                   |            |           |         |         |         |
| Nice                  | 2 694 h/an | 767 mm/an | 1 j/an   | 31 j/an  | 1 j/an   | Strasbourg        | 1 637 h/an | 610 mm/an | 30 j/an | 29 j/an | 65 j/an |
| St-Julien-en-Genevois | 1 845 h/an | ... mm/an | ... j/an | ... j/an | ... j/an | Moyenne nationale | 1 973 h/an | 770 mm/an | 14 j/an | 22 j/an | 40 j/an |

Voici un aperçu dans le tableau ci-dessous pour l'année 2007 :
| Mois                                   | J   | F   | M   | A   | M   | J   | J   | A   | S   | O   | N   | D   | Année |
| -------------------------------------- | --- | --- | --- | --- | --- | --- | --- | --- | --- | --- | --- | --- | ----- |
| Températures (sous abri, normales) °C  | ... | ... | ... | ... | ... | ... | ... | ... | ... | ... | ... | ... | ...   |
| Précipitations (hauteur moyenne en mm) | ... | ... | ... | ... | ... | ... | ... | ... | ... | ... | ... | ... | ...   |
| Source: Météo France et Météociel      |     |     |     |     |     |     |     |     |     |     |     |     |       |

## Climat à Thonon-les-Bains
Le climat y est de type montagnard en raison de la présence du massif alpin.
| Températures (sous abri, moyennes) - source : météo-sciez.com |                     |                  |                          |                   |                          |
| Année                                                         | Température moyenne | T. la plus haute | T. moyenne la plus haute | T. la plus basse  | T. moyenne la plus basse |
| 2014                                                          | 10,9 °C             | 32,1 °C le 18.07 | 22,6 °C le 10.06         | −4,4 °C le 25.01  | −2,6 °C le 29.12         |
| 2013                                                          | 10,7 °C             | 33,0 °C le 27.07 | 24,5 °C le 03.08         | −7,8 °C le 26.02  | −3,4 °C le 26.02         |
| 2012                                                          | 10,4 °C             | 33,3 °C le 27.07 | 25,4 °C le 29.06         | −10,9 °C le 07.02 | −9,0 °C le 07.02         |
| 2011                                                          | 11 °C               | 33,8 °C le 28.06 | 24,3 °C le 19.08         | −7,2 °C le 23.01  | −3,2 °C le 24.01         |
| 2010                                                          | 9,9 °C              | 33,5 °C le 09.07 | 25,8 °C le 14.07         | −9,9 °C le 16.02  | −5,0 °C le 04.12         |
| Sources : Météo-Sciez                                         |                     |                  |                          |                   |                          |

| Températures (sous abri, moyennes) °C                       |      |     |      |      |      |      |      |      |      |     |     |            |
| J                                                           | F    | M   | A    | M    | J    | J    | A    | S    | O    | N   | D   | Année      |
| 2,4                                                         | 1,3  | 4,4 | 10,1 | 12,0 | 17,1 | 21,8 | 20,5 | 16,8 | 13,1 | 6,5 | 2,8 | 2013b      |
| 3,1                                                         | -2,2 | 7,1 | 9,6  | 14,2 | 18,4 | 19,3 | 19,7 | 14,8 | 10,8 | 6,9 | 3,1 | 2012c      |
| 2,3                                                         | 2,4  | 6,4 | 12,3 | 15,7 | 17,5 | 17,6 | 19,6 | 16,8 | 10,6 | 6,2 | 4,4 | 2011c      |
| 0,0                                                         | 1,9  | 5,1 | 10,3 | 12,9 | 17,5 | 21,5 | 18,3 | 14,0 | 9,9  | 6,0 | 0,4 | 2010c      |
| 2,5                                                         | 1,2  | 8   | 10,5 | 15,4 | 23,4 | 22,1 | 24,2 | 16,4 | 9,3  | 6,5 | 4   | 2003a      |
| 1,5                                                         | 5,9  | 8,1 | 9,4  | 14,3 | 16,6 | 18,3 | 21,3 | 17,3 | 11,5 | 6,9 | 4,4 | 1997b      |
| 1,9                                                         | 3,0  | 6,1 | 9,3  | 13,7 | 17,1 | 19,8 | 19,3 | 16,2 | 11,3 | 6,2 | 3,2 | 1951-1997b |
| Sources : a : Météo.éducation ; b : Cipel ; c : Météo-Sciez |      |     |      |      |      |      |      |      |      |     |     |            |

| Précipitations (hauteur moyenne en mm)    |      |      |        |       |      |       |      |       |       |       |       |            |
| J                                         | F    | M    | A      | M     | J    | J     | A    | S     | O     | N     | D     | Année      |
| 64,5                                      | 65,0 | 97,5 | 126,00 | 145,5 | 74,0 | 111,0 | 48,0 | 105,5 | 195,5 | 121,5 | 125,0 | 2013b      |
| 60,5                                      | 8,5  | 15,5 | 67,5   | 46,5  | 48,5 | 39    | 91,5 | 73    | 149,5 | 63,5  | 30    | 2003a      |
| 53                                        | 40   | 17   | 49,5   | 138,5 | 237  | 101   | 88,5 | 68,5  | 47    | 72,5  | 99,5  | 1997b      |
| 63,1                                      | 57,8 | 63,1 | 66,1   | 91    | 104  | 73,3  | 98,8 | 93,3  | 81,9  | 82,5  | 71    | 1951-1997b |
| Sources : a : Météo.éducation ; b : Cipel |      |      |        |       |      |       |      |       |       |       |       |            |

| Insolation (en heures)                    |       |       |       |       |       |       |       |       |       |      |      |            |
| J                                         | F     | M     | A     | M     | J     | J     | A     | S     | O     | N    | D    | Année      |
| 57,9                                      | 88,9  | 105,1 | 174,2 | 172,8 | 264,7 | 321,3 | 276,1 | 193,4 | 98,3  | 47,6 | 57,9 | 2013b      |
| 46                                        | 102,3 | 251,3 | 250,9 | 268,8 | 389,6 | 354,1 | 326,9 | 251,9 | 108,9 | 78,1 | 78,9 | 2003a      |
| 2,4                                       | 91,2  | 189,9 | 258   | 239,2 | 184,9 | 217,9 | 243,3 | 195,1 | 101   | 57,9 | 39,7 | 1997b      |
| 42,6                                      | 81    | 151,1 | 192,6 | 222,5 | 237,7 | 269   | 235,3 | 178   | 111   | 54,4 | 37,9 | 1954-1997b |
| Sources : a : Météo.éducation ; b : Cipel |       |       |       |       |       |       |       |       |       |      |      |            |

| Jours de gelée (nombre de jours)          |    |   |   |   |   |   |   |   |   |   |    |       |
| J                                         | F  | M | A | M | J | J | A | S | O | N | D  | Année |
| 14                                        | 22 | 1 | 1 | 0 | 0 | 0 | 0 | 0 | 1 | 0 | 11 | 2003a |
| Sources : a : Météo.éducation ; b : Cipel |    |   |   |   |   |   |   |   |   |   |    |       |

## Climat à Chamonix
Le climat à Chamonix est de type montagnard en raison de la présence du massif alpin. D'un point de vue des données météorologiques, il est important de préciser s'il s'agit de l'agglomération à une altitude d'environ 1 100 mètres ou du sommet du mont Blanc à 4 809 mètres. Pour ce dernier, la vitesse du vent peut atteindre 150 km/h et la température −40 °C. Les conditions météorologiques peuvent y changer très rapidement avec l'arrivée de neige et de brouillard. Le vent renforce l'effet de froid (effet de wind chill), la température ressentie chute de 10 °C tous les 15 km/h de vent. 
Le tableau ci-dessous indique les températures et les précipitations pour l'année 2006 :
| Mois                              | jan.  | fév.  | mars  | avril | mai   | juin  | jui.  | août  | sep.  | oct.  | nov. | déc. | année   |
| --------------------------------- | ----- | ----- | ----- | ----- | ----- | ----- | ----- | ----- | ----- | ----- | ---- | ---- | ------- |
| Température minimale moyenne (°C) | −8,4  | −6,7  | −4,4  | 0,5   | 5,2   | 7,2   | 10,6  | 8,7   | 7,7   | 4,6   | −0,1 | −4,9 | 1,6     |
| Température moyenne (°C)          | −2,4  | −1,6  | 0,8   | 6,8   | 11,5  | 15,5  | 19    | 15    | 13,2  | 11,2  | 5,3  | −0,6 | 7,8     |
| Température maximale moyenne (°C) | 3,5   | 3,4   | 6,1   | 13,1  | 17,9  | 23,9  | 27,4  | 21,4  | 18,8  | 17,9  | 10,7 | 3,7  | 14      |
| Ensoleillement (h)                | 112,7 | 123,9 | 164,8 | 171,6 | 201,3 | 224,9 | 250   | 227,5 | 184,5 | 139,5 | 94,5 | 90,9 | 1 986,1 |
| Précipitations (mm)               | 32,2  | 81,8  | 224   | 136   | 167,6 | 67    | 117,2 | 177,2 | 69,6  | 72,4  | 45,8 | 70   | 1 260,8 |

Le tableau ci-dessous indique les records de températures minimales et maximales :
| Mois                                  | jan.      | fév.      | mars       | avril     | mai       | juin      | jui.      | août      | sep.      | oct.     | nov.      | déc.      | année     |
| ------------------------------------- | --------- | --------- | ---------- | --------- | --------- | --------- | --------- | --------- | --------- | -------- | --------- | --------- | --------- |
| Record de froid (°C) date du record   | −31 1905  | −25 1956  | −23,2 1971 | −15 1911  | −6 1910   | −3,6 1898 | −1,8 1898 | −1,7 1995 | −3,5 1897 | −13 1941 | −22 1910  | −25 1904  | −31 1905  |
| Record de chaleur (°C) date du record | 15,3 1998 | 18,5 1998 | 22,1 2004  | 26,4 2011 | 31,3 1912 | 36,4 2019 | 37,2 1983 | 36 1897   | 31,1 1911 | 26 2012  | 22,3 2015 | 16,5 1989 | 37,2 1983 |